# Begonia albobracteata
Espèce
Begonia albobracteata est une espèce de plantes de la famille des Begoniaceae.
Ce bégonia est originaire de Nouvelle-Guinée occidentale, en Indonésie. L'espèce fait partie de la section Petermannia ; elle a été décrite en 1916 par le botaniste Henry Nicholas Ridley 1855-1956 et l'épithète spécifique, albobracteata, signifie « à bractées blanches ».